# Dawydiw
Dawydiw (ukrainisch Давидів; russisch Давыдов Dawydow, polnisch Dawidów) ist ein Dorf in der westukrainischen Oblast Lwiw mit etwa 5200 Einwohnern.

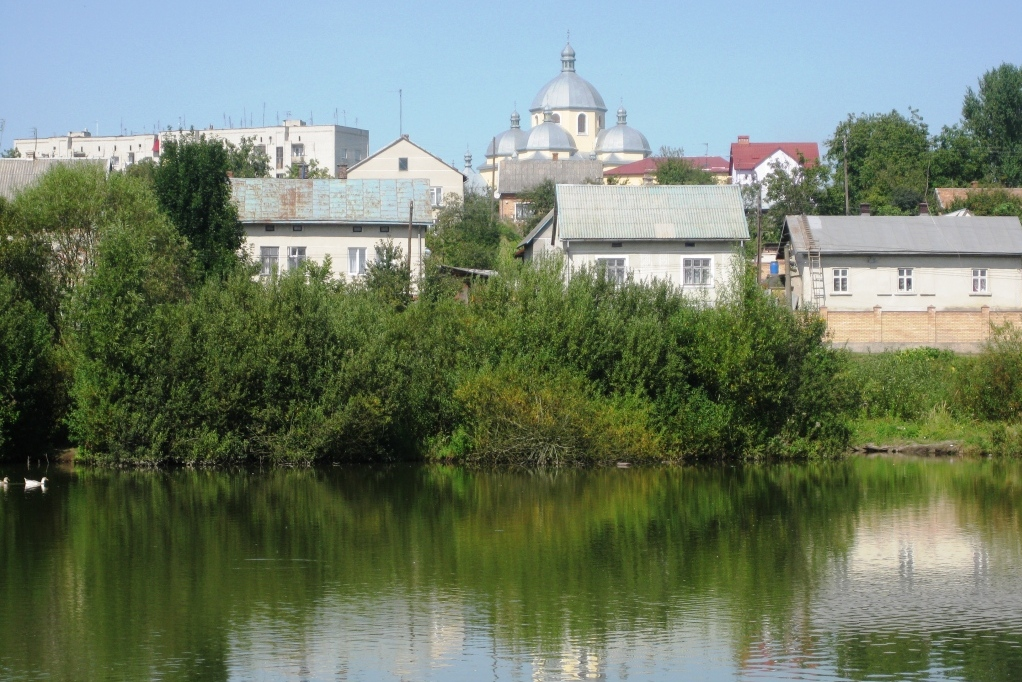
Blick auf den Ort

## Geschichte
Der Ort wurde im Jahre 1386 als de Dauidow urkundlich erwähnt, und später als Давыдово (1407), de Dauidow (1410), de Dawidowo (1433), in Dawidow (1433), de Dawidow (1464), de Dauidow (1505). Der Name ist abgeleitet vom Vornamen des Urbesitzers Dawid.
Das Dorf gehörte zunächst zur Adelsrepublik Polen-Litauen, Woiwodschaft Ruthenien, Lemberger Land und bis Ende des 15. Jahrhunderts gehörte es der Adelsfamilie Dawidowski. Es war schon im Mittelalter ethnisch polnisch, d. h. die Namen der Einwohner waren in den damaligen historischen Quellen überwiegend polnisch. Im Jahre 1415 erhielten die römisch-katholischen Einwohner (also ohne Ruthenen) des Dorfes Davidow das Magdeburger Recht. Die römisch-katholische Pfarrei wurde von Stanisław Dawidowski im Jahre 1439 gegründet.
Im Jahre 1515 und zwischen 1618 und 1620 wurde es von Tataren verwüstet. Seit der Mitte des 17. Jahrhunderts gehörte es den lembergischen Dominikanern.
Bei der Ersten Teilung Polens kam das Dorf 1772 zum neuen Königreich Galizien und Lodomerien des habsburgischen Kaiserreichs (ab 1804).
Im Jahre 1900 hatte die Gemeinde Dawidów 328 Häuser mit 1885 Einwohnern, davon 1817 polnischsprachige, 64 ruthenischsprachige, 4 deutschsprachige, 1755 römisch-katholische, 106 griechisch-katholische, 15 Juden, 7 anderen Glaubens.
Nach dem Ende des Polnisch-Ukrainischen Kriegs 1919 kam Dawydiw zu Polen. Im Jahre 1921 hatte die Gemeinde Dawidów 384 Häuser mit 2213 Einwohnern, davon 2137 Polen, 62 Ruthenen, 14 Juden (Nationalität), 2041 römisch-katholische, 145 griechisch-katholische, 27 Juden (Religion).
Im Zweiten Weltkrieg gehörte es zuerst zur Sowjetunion und ab 1941 zum Generalgouvernement, ab 1945 wieder zur Sowjetunion, heute zur Ukraine. Die Polen wurden im Jahre 1946 nach Polen umgesiedelt.

## Sehenswürdigkeiten
- Ehemalige römisch-katholische Kirche, heute Griechisch-katholische Kirche, erbaut vor 1600, umgebaut 1932–1937
- Gutshof (19. Jahrhundert)

## Verwaltungsgliederung
Mit dem Dorf Tscherepyn gehörte es bis 2016 zur gleichnamigen Landratsgemeinde im Rajon Pustomyty, am 22. August 2016 wurde das Dorf zum Zentrum der neu gegründeten Landgemeinde Dawydiw (Давидівська сільська громада Dawydiwska silska hromada), zu dieser zählen noch die 11 Dörfer Bereschany, Dmytrowytschi, Hontschary, Horischnij, Krotoschyn, Passiky-Subryzki, Sosniwka, Tscherepyn, Tschyschky, Wolyzja und Wynnytschky.
Am 12. Juni 2020 kamen noch die 11 Dörfer Budkiw, Haji, Horodyslawytschi, Hryniw, Kozuriw, Mykolajiw, Pidsosniw, Scholomyn, Stare Selo, Swenyhorod und Widnyky.
Am 17. Juli 2020 wurde der Ort Teil des Rajons Lwiw.
Folgende Orte sind neben dem Hauptort Dawydiw Teil der Gemeinde:
| Name                     | Name             | Name                                  | Name               |
| ukrainisch transkribiert | ukrainisch       | russisch                              | polnisch           |
| ------------------------ | ---------------- | ------------------------------------- | ------------------ |
| Bereschany               | Бережани         | Бережаны                              | Druga Wólka        |
| Budkiw                   | Будьків          | Будьков (Budkow)                      | Budków             |
| Dmytrowytschi            | Дмитровичі       | Дмитровичи (Dmitrowitschi)            | Dmytrowice         |
| Haji                     | Гаї              | Гаи (Gai)                             | Gaje               |
| Hontschary               | Гончари          | Гончары (Gontschary)                  | Gańczary           |
| Horischnij               | Горішній         | Горишний (Gorischni)                  | -                  |
| Horodyslawytschi         | Городиславичі    | Городыславичи (Gorodyslawitschi)      | Horodysławice      |
| Hryniw                   | Гринів           | Гринев (Grinew)                       | Hryniów            |
| Kozuriw                  | Коцурів          | Коцуров (Kozurow)                     | Kocurów            |
| Krotoschyn               | Кротошин         | Кротошин (Krotoschin)                 | Krotoszyn          |
| Mykolajiw                | Миколаїв         | Николаев (Nikolajew)                  | Mikołajów          |
| Passiky-Subryzki         | Пасіки-Зубрицькі | Пасеки-Зубрицкие (Passeki-Subrizkije) | Pasieki Zubrzyckie |
| Pidsosniw                | Підсоснів        | Подсоснов (Podsosnow)                 | Podsosnów          |
| Scholomyn                | Шоломинь         | Шоломынь                              | Szołomyja          |
| Sosniwka                 | Соснівка         | Сосновка (Sosnowka)                   | Trzecia Wólka      |
| Stare Selo               | Старе Село       | Старое Село (Staroje Selo)            | Stare Sioło        |
| Swenyhorod               | Звенигород       | Звенигород (Swenigorod)               | Dźwinogród         |
| Tscherepyn               | Черепин          | Черепин (Tscherepin)                  | Czerepin           |
| Tschyschky               | Чишки            | Чишки (Tschischki)                    | Czyszki            |
| Widnyky                  | Відники          | Видники (Widniki)                     | Wodniki            |
| Wolyzja                  | Волиця           | Волица (Woliza)                       | Pierwsza Wólka     |
| Wynnytschky              | Виннички         | Виннички (Winnitschki)                | Winniczki          |

## Persönlichkeiten
- Kornel Ujejski  (* 12. September 1823; † 19. September 1897), polnischer Schriftsteller, aufgezogen in Dawydiw